# Liste des titres musicaux numéro un en Suisse en 1969
Cette page liste les titres musicaux numéro un en Suisse en 1969 dans le Schweizer Hitparade.

## Classement des singles
| №  | Date         | Artiste(s)                      | Titre                        |
| -- | ------------ | ------------------------------- | ---------------------------- |
| 1  | 7 janvier    | Barry Ryan                      | Eloise                       |
| 2  | 14 janvier   | Barry Ryan                      | Eloise                       |
| 3  | 21 janvier   | Barry Ryan                      | Eloise                       |
| 4  | 28 janvier   | The Beatles                     | Ob-La-Di, Ob-La-Da           |
| 5  | 4 février    | The Beatles                     | Ob-La-Di, Ob-La-Da           |
| 6  | 11 février   | The Beatles                     | Ob-La-Di, Ob-La-Da           |
| 7  | 18 février   | The Beatles                     | Ob-La-Di, Ob-La-Da           |
| 8  | 25 février   | The Beatles                     | Ob-La-Di, Ob-La-Da           |
| 9  | 4 mars       | The Beatles                     | Ob-La-Di, Ob-La-Da           |
| 10 | 11 mars      | Tommy James and the Shondells   | Crimson and Clover           |
| 11 | 18 mars      | Tommy James and the Shondells   | Crimson and Clover           |
| 12 | 25 mars      | Donovan                         | Atlantis                     |
| 13 | 1er avril    | Donovan                         | Atlantis                     |
| 14 | 8 avril      | Donovan                         | Atlantis                     |
| 15 | 15 avril     | Donovan                         | Atlantis                     |
| 16 | 22 avril     | The Hollies                     | Sorry Suzanne                |
| 17 | 29 avril     | The Hollies                     | Sorry Suzanne                |
| 18 | 6 mai        | The Beatles et Billy Preston    | Get Back / Don't Let Me Down |
| 19 | 13 mai       | The Beatles et Billy Preston    | Get Back / Don't Let Me Down |
| 20 | 20 mai       | The Beatles et Billy Preston    | Get Back / Don't Let Me Down |
| 21 | 27 mai       | The Beatles et Billy Preston    | Get Back / Don't Let Me Down |
| 22 | 3 juin       | Sir Douglas Quintet             | Mendocino                    |
| 23 | 10 juin      | The Beatles                     | The Ballad of John and Yoko  |
| 24 | 17 juin      | The Beatles                     | The Ballad of John and Yoko  |
| 25 | 24 juin      | Sir Douglas Quintet             | Mendocino                    |
| 26 | 1er juillet  | Sir Douglas Quintet             | Mendocino                    |
| 27 | 8 juillet    | Sir Douglas Quintet             | Mendocino                    |
| 28 | 15 juillet   | Edwin Hawkins                   | Oh Happy Day                 |
| 29 | 22 juillet   | Sir Douglas Quintet             | Mendocino                    |
| 30 | 29 juillet   | The Rolling Stones              | Honky Tonk Women             |
| 31 | 5 août       | The Rolling Stones              | Honky Tonk Women             |
| 32 | 12 août      | The Rolling Stones              | Honky Tonk Women             |
| 33 | 19 août      | The Rolling Stones              | Honky Tonk Women             |
| 34 | 26 août      | Zager and Evans                 | In the Year 2525             |
| 35 | 2 septembre  | Serge Gainsbourg et Jane Birkin | Je t'aime… moi non plus      |
| 36 | 9 septembre  | Serge Gainsbourg et Jane Birkin | Je t'aime… moi non plus      |
| 37 | 16 septembre | Serge Gainsbourg et Jane Birkin | Je t'aime… moi non plus      |
| 38 | 23 septembre | Serge Gainsbourg et Jane Birkin | Je t'aime… moi non plus      |
| 39 | 30 septembre | Serge Gainsbourg et Jane Birkin | Je t'aime… moi non plus      |
| 40 | 7 octobre    | Serge Gainsbourg et Jane Birkin | Je t'aime… moi non plus      |
| 41 | 14 octobre   | Serge Gainsbourg et Jane Birkin | Je t'aime… moi non plus      |
| 42 | 21 octobre   | Serge Gainsbourg et Jane Birkin | Je t'aime… moi non plus      |
| 43 | 28 octobre   | Die Minstrels                   | Grüezi wohl, Frau Stirnimaa  |
| 44 | 4 novembre   | Die Minstrels                   | Grüezi wohl, Frau Stirnimaa  |
| 45 | 11 novembre  | Die Minstrels                   | Grüezi wohl, Frau Stirnimaa  |
| 46 | 18 novembre  | Die Minstrels                   | Grüezi wohl, Frau Stirnimaa  |
| 47 | 25 novembre  | Die Minstrels                   | Grüezi wohl, Frau Stirnimaa  |
| 48 | 2 décembre   | Die Minstrels                   | Grüezi wohl, Frau Stirnimaa  |
| 49 | 9 décembre   | Die Minstrels                   | Grüezi wohl, Frau Stirnimaa  |
| 50 | 16 décembre  | Die Minstrels                   | Grüezi wohl, Frau Stirnimaa  |
| 51 | 23 décembre  | Die Minstrels                   | Grüezi wohl, Frau Stirnimaa  |
| 52 | 30 décembre  | Die Minstrels                   | Grüezi wohl, Frau Stirnimaa  |